# ميت الديبة
قرية ميت الديبة هي إحدى القرى التابعة لمركز قلين في محافظة كفر الشيخ في جمهورية مصر العربية. حسب إحصاءات سنة 2006، بلغ إجمالي السكان في ميت الديبة 11686 نسمة، منهم 5841 رجل و5845 امرأة.

## التاريخ
قرية ميت الديبة من القرى القديمة، حيث وردت باسم «منية ديبية» في أعمال الغربية ضمن قرى الروك الصلاحي التي أحصاها ابن مماتي في كتاب قوانين الدواوين، كما وردت باسم «منية ديبية» في أعمال الغربية ضمن قرى الروك الناصري التي أحصاها ابن الجيعان في كتاب «التحفة السنية بأسماء البلاد المصرية». وفي العصر العثماني وردت باسم «منية الديبة» في التربيع العثماني الذي أجراه الوالي العثماني سليمان باشا الخادم في عصر السلطان العثماني سليمان القانوني ضمن قرى ولاية الغربية، وفي تاريخ 1228هـ/1813م الذي عدّ قرى مصر بعد المسح الذي قام به محمد علي باشا باسم «ميت الديبة» ضمن قرى مديرية الغربية.